# National Empowerment Fighting Corruption
Die politische Partei National Empowerment Fighting Corruption (NEFC; zu Deutsch etwa Nationale Stärkung gegen Korruption) ist in Namibia seit dem 4. Februar 2020 anerkannt. Sie setzt sich vor allem für den Kampf gegen die Korruption ein. Parteivorsitzender ist Kenneth Iilonga.
Sie nahm erstmals bei den Regionalrats- und Kommunalwahlen 2020 teil. Bei der Parlamentswahl 2024 kam NEFC mit 3216 Stimmen auf einen Stimmenanteil von 0,29 Prozent.